# Higashisonogi
Higashisonogi (japanska: 波佐見町?, Higashisonogi-chō) är en landskommun (köping) i Nagasaki prefektur i Japan. 

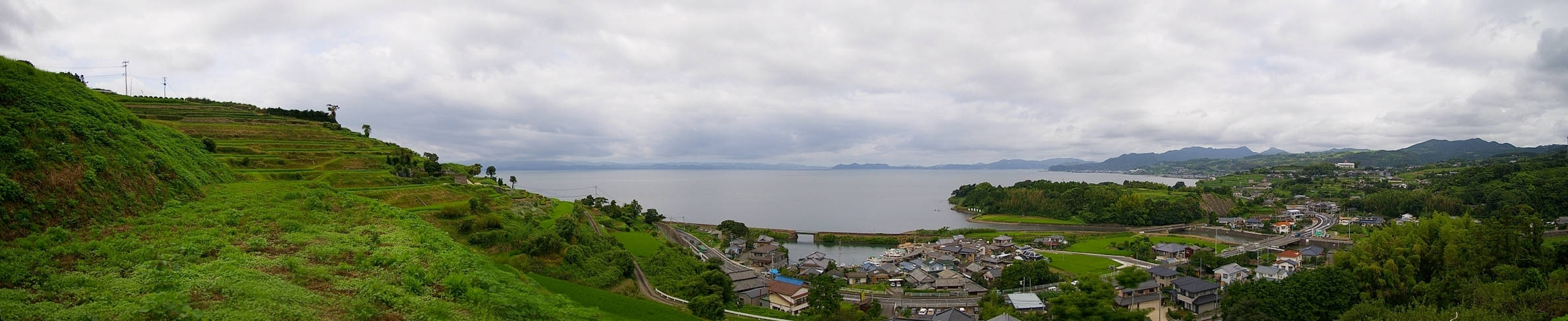
Panorama över Higashisonogi